# DeMeco Ryans

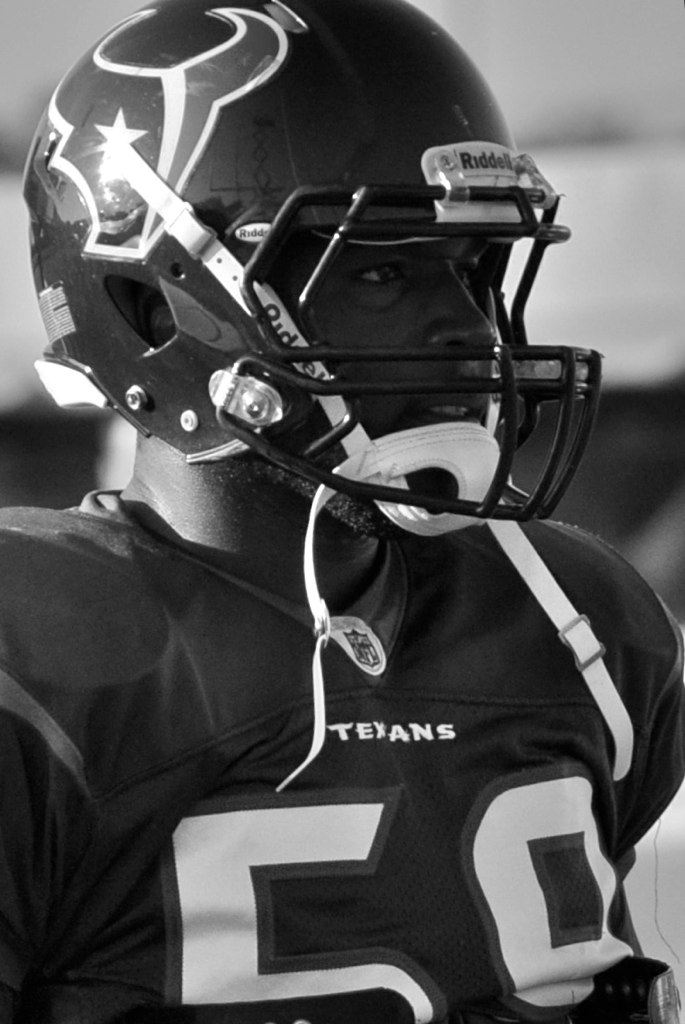
Ryans tijdens een training in 2010

DeMeco Ryans (Bessemer, Alabama, 28 juli 1984) is een voormalig Americanfootballspeler. Hij werd als eerste geselecteerd in de tweede ronde van de NFL Draft 2006. Sinds 2017 is hij defensive quality control coach bij de San Francisco 49ers. 

## Middelbare school en universiteit
Ryans bezocht de Jess Lanier High School in Bessemer (Alabama), waarvan het schoolteam onder begeleiding stond van Willie T. Ford.
Hij fungeerde als outside linebacker in het Alabama Crimson Tide footballteam van de Universiteit van Alabama. Hij werd gekozen tot waardevolste verdediger (defensive MVP) tijdens de 2006 Cotton Bowl Classic, een wedstrijd die eindigde in een 13-10 overwinning op de Texas Tech Red Raiders. DeMeco ontving ook de Lott Trophy voor zijn sportieve uithoudingsvermogen gecombineerd met zijn prestaties buiten het veld.

## NFL Football
Ryans begon zijn NFL-carrière in 2006 bij de Houston Texans. Hoewel hij op de universiteit outside linebacker was geweest, werd hem de positie van inside linebacker gegund vanwege zijn uitstekende spel in het voorseizoen. In zijn eerste wedstrijd zette hij 12 solo tackles op zijn naam, wat een record was. Ryans was als rookie linebacker van uitzonderlijk belang voor de Houston Texans, met de meeste tackles in de eerste helft van het seizoen. Veel fans noemden Ryans liefkozend D-Wreck vanwege zijn onverschrokkenheid en harde tackles; een andere populaire bijnaam voor Ryans was D-Roy, bedoeld als stimulans om hem tot NFL's Defensive Rookie of the Year uit te roepen.
Op 3 januari 2007 viel hem deze eer daadwerkelijk te beurt, met een totaal van 155 tackles, 31 meer dan NFL's Rookie of the Year van 2005 Ernie Sims, van de Detroit Lions. Ryans ontving 36 van de 50 stemmen van een internationale jury van sportjournalisten en tv-presentatoren. Defense end Mark Anderson van de Chicago Bears, een teamgenoot van Ryans op de universiteit, eindigde als tweede met een vijftal stemmen.

## Prijzen en onderscheidingen
- 2006 - NFL Defensive Rookie of the Year Award
- 2006 - NCAA Top Eight Award (Class of 2006)
- 2005 - All-American
- 2005 - SEC Defensive Player of the Year
- 2005 - First Team All-SEC
- 2005 - Halvefinalist Bednarik Trophy
- 2005 - Finalist Butkus Trophy
- 2005 - Finalist Draddy Award
- 2005 - Finalist Nagurski Award
- 2005 - Halvefinalist Lombardi Award